# Carta de Atenas

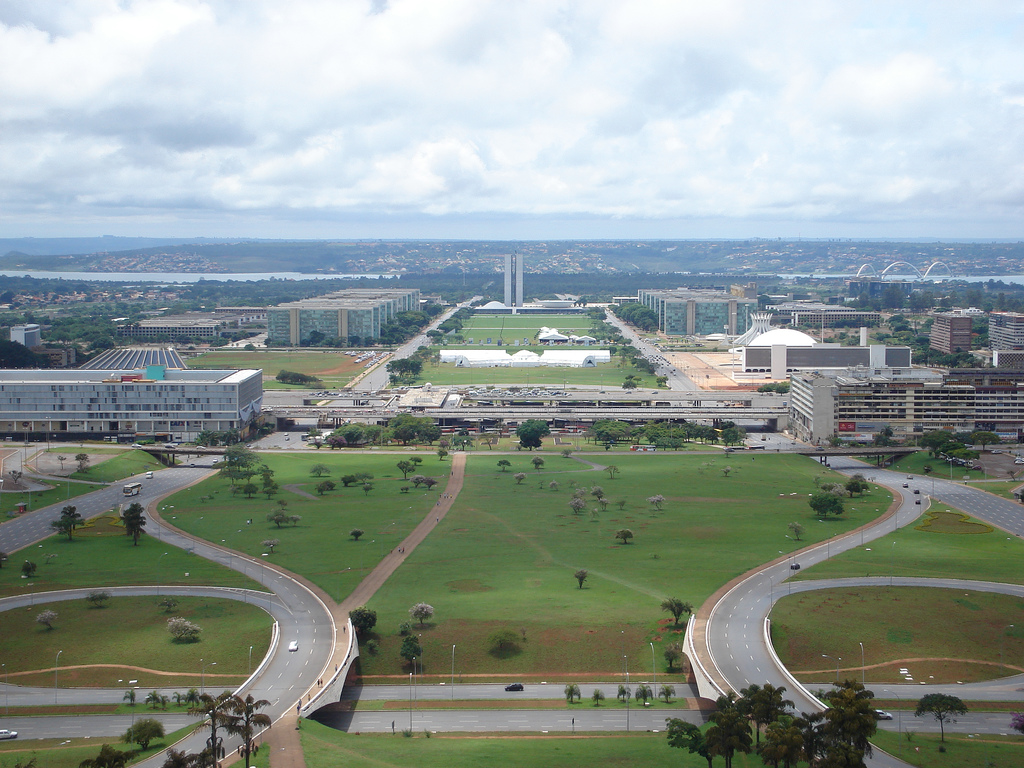
O projeto de Brasília foi altamente influenciado pela Carta de Atenas.

A Carta de Atenas é o manifesto urbanístico resultante do IV Congresso Internacional de Arquitetura Moderna (CIAM), realizado em Atenas em 1933.

## História

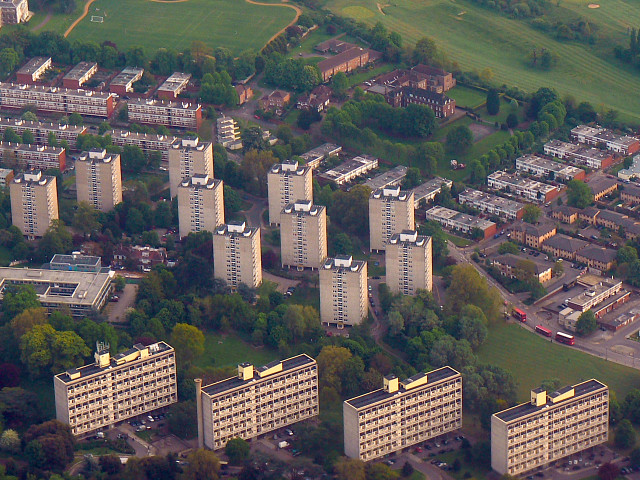
Alton Estate, em Londres, no Reino Unido.

O evento, que teve como tema a "cidade funcional", discutiu aspectos da arquitetura contemporânea. Foi dominado pela visão dos franceses e de Le Corbusier em particular, onde, o tópico sobre património histórico foi introduzido por solicitações dos delegados italianos.
O documento final, redigido por Le Corbusier, fruto dessas discussões, define praticamente o conceito de urbanismo moderno, traçando diretrizes e fórmulas que, segundo os seus autores, seriam aplicáveis internacionalmente. A Carta considerava a cidade como um organismo a ser concebido de modo funcional, na qual as necessidades do homem devem estar claramente colocadas e resolvidas. Desse modo, preconiza a separação das áreas residenciais, de lazer e de trabalho, propondo, em lugar do caráter e da densidade das cidades tradicionais, uma cidade, na qual os edifícios se desenvolvem em altura e inscrevem em áreas verdes, por esse motivo, pouco densas. Tais preceitos influenciaram o desenvolvimento das cidades européias após a Segunda Guerra Mundial e, no Brasil, a criação do Plano Piloto de Brasília por Lúcio Costa. Este é considerado como o mais avançado experimento urbano no mundo que tenha aplicado integralmente todos os princípios da Carta.
Entre outras propostas revolucionárias da Carta está o de que toda a propriedade de todo o solo urbano da cidade pertence à municipalidade, sendo, portanto público.

## Críticas

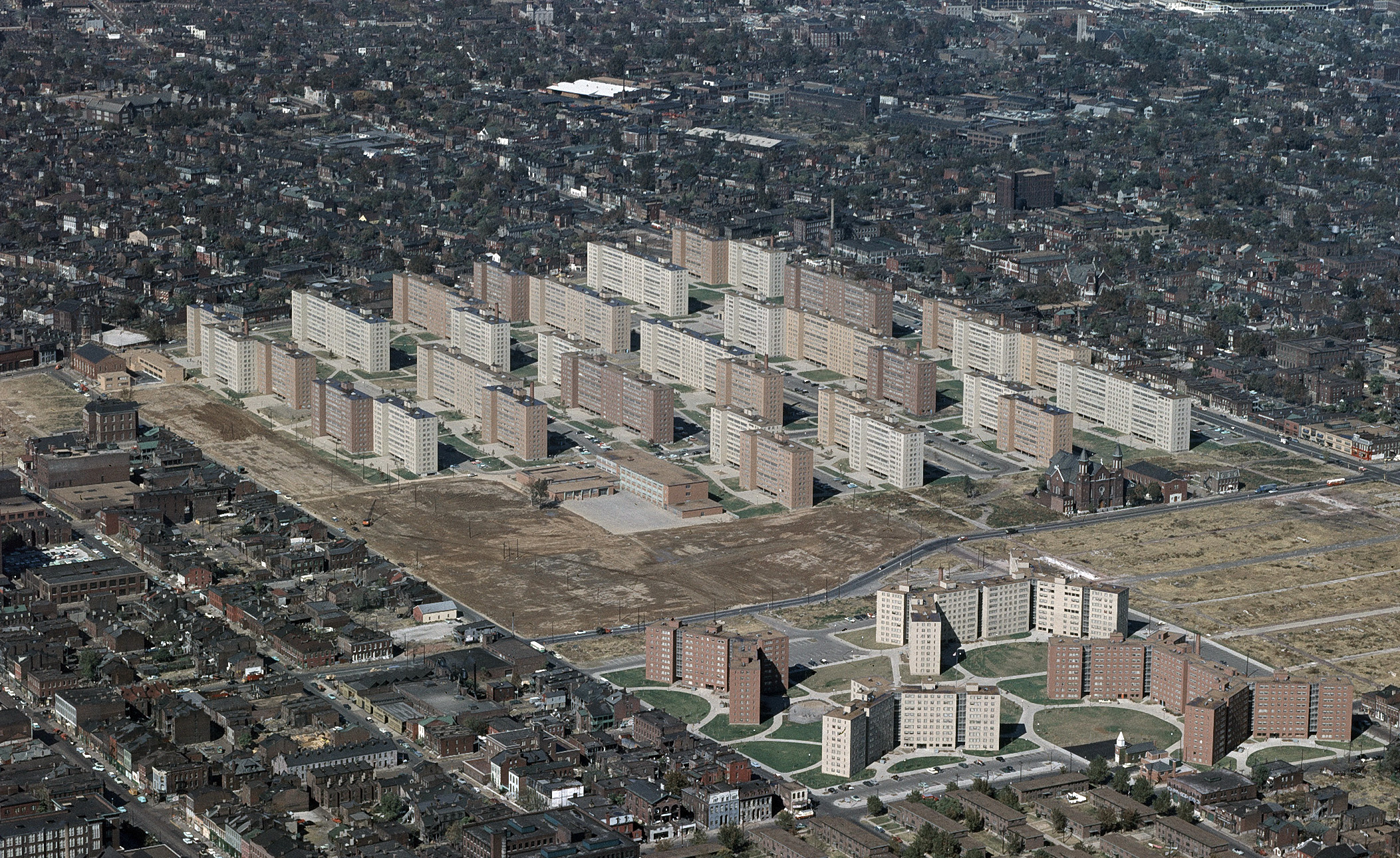
Pruitt-Igoe em St. Louis, nos Estados Unidos.

O complexo habitacional Pruitt-Igoe em St. Louis, Missouri foi concebido de acordo com os ideais do CIAM para a "cidade funcional". Era composto por edifícios de 14 andares e ganhou um prémio do Instituto Americano de Arquitectos quando foi construído em 1951. Charles Jencks famosamente proclamou que a morte da Arquitectura Moderna ocorreu a 15 de Julho de 1972, às 15h32, quando o complexo habitacional Pruitt-Igoe foi demolido com dinamite.
Mesmo já em 1954, durante o encontro do CIAM em Aix-en-Provence, a geração mais jovem de arquitectos revoltou-se contra os ideais utópicos pré-guerra que a Carta representava. Esta desilusão levaria à formação da Team 10 no encontro do CIAM em Dubrovnik, o que acabaria por levar à extinção da Conferência como organização.